# Иштаран
Иштаран (устаревшее Гусилим, Сат(а)ран) — бог-покровитель города Дер в восточной Месопотамии. Ассоциировался с идеей правосудия.

## Имя
Имя Иштарана означает «Великий Ану» и включает имена двух богов — Иштар и Ану. Таким образом Иштаран объединяет символически землю и воду, что в космогоническом смысле представляет воду с небес (дождь). В иранском и месопотамском представлениях различное происхождение воды имело большой значение.
В шумерском языке Иштаран фигурирует под именем Эз(з)еран, в аккадском - Илтаран.

## Происхождение
Иштаран приходился сыном богу неба Ану и богине земли Ураш. В поздних религиозных текстах Иштаран называется супругом богини радуги Манзат. Его сыном и посыльным был змей Нирах (dMUŠ или dMUŠ.TUR - «змея»), который в поздних текстах стал объединённым образом с Иштараном.

## Культ
В раннединастический период Иштаран — божество-свидетель и судья в споре о водных ресурсах на границе Уммы и Лагаша. В роли бога-судьи выступает он и в текстах Гудеа, где ему близок Нингирсу.
В старовавилонское время встречается определение «Иштаран врач», что позволяет предполагать в нём бога-целителя. Это подтверждается и тем, что посол его — змееподобный бог Нирах, змея же — часто символ врачевания.